# Sigismund de Szentgyörgy
Sigismund de Szentgyörgy (în maghiară Szentgyörgyi Zsigmond) a fost voievod al Transilvaniei între anii 1465-1467.